# Schoppenvrouw (film)
Schoppenvrouw (Russisch: Пиковая дама, Pikovaja dama) is een Russische dramafilm uit 1916 onder regie van Jakov Protazanov. De film is gebaseerd op de gelijknamige novelle van de Russische auteur Aleksandr Poesjkin.

## Verhaal
Hermann is een Duitser in het Russische leger. Hij kijkt toe hoe de andere officieren kaarten, maar hij speelt zelf nooit mee. Op een nacht vertelt Tomski een verhaal over zijn grootmoeder. Zij had ooit in Frankrijk gokschulden gemaakt, maar ze kon die wegwerken door een kaartmethode die haar gegarandeerd liet winnen. Hermann raakt dusdanig gefascineerd door het verhaal over Tomski's grootmoeder dat hij een relatie begint met haar bediende Lizaveta om zo achter het geheim te komen.

## Rolverdeling
| Acteur                | Personage                |
| --------------------- | ------------------------ |
| Ivan Mozzjoechin      | Hermann                  |
| Vera Orlova           | Lizaveta                 |
| Tamara Doevan         | Gravin (als jonge vrouw) |
| Jelizaveta Sjeboejeva | Gravin                   |
| Nikolaj Panov         | Graaf St.-Germain        |
| Pavel Pavlov          | Graaf                    |